# Peter MacNicol
Peter C. MacNicol (Dallas, Texas, 10 d'abril de 1954) és un actor i director de cinema estatunidenc.

## Biografia
Es va criar a Minneapolis, i ja als nou anys va començar a actuar en produccions teatrals quan va aterrar a Broadway. Va estudiar a la Universitat de Minnesota. El 1981 ocupa el paper de protagonista en la pel·lícula de fantasia Dragonslayer i immediatament la crítica el va destacar per la seva qualitat prometedora. En els anys següents va participar en diverses produccions cinematogràfiques, algunes d'elles per la televisió. El 1982 protagonitzada per Meryl Streep i Kevin Kline en el guardonat (per la interpretació de Meryl Streep) La decisió de la Sophie, d'Alan J. Pakula, que interpreta amb sensibilitat l'interessant paper del jove narrador Stingo, un perfil dramàtic que no seguirà al llarg de la seva carrera.
El 1986 es casa amb Marsu Cumming, que és la fundadora d'una organització sense ànim de lucre dirigida als nens a Los Angeles. El 1989, Peter MacNicol és el Dr. Janosz a Ghostbusters II que el dona a conèixer al públic en general.
MacNicol fa el paper secundari de Gary Granger La Família Addams 2 i el 1993 és considerat per al paper de Niles Crane de la sèrie Frasier, però es tria David Hyde Pierce per la sorprenent semblança amb Kelsey Grammer. No obstant això, des de 1994 torna a la televisió per la sèrie de televisió Chicago Hope.
El 1997 va llançar la pel·lícula Mr. Bean, en la qual és el coprotagonista, guanyant gran popularitat, i després especialment amb la seva actuació en la sèrie Ally McBeal (des de 1997), on fa el paper de l'excèntric però intel·ligent advocat John Cage, amb el que Peter MacNicol aconsegueix un gran èxit a Europa. L'actor també va ser el director durant un temps en la sèrie. El 2001 rep, gràcies a la sèrie, el Premi Emmy com "Millor Actor secundari".
A partir de 2005 Peter MacNicol interpreta al Dr. Larry Fleinhardt en la sèrie de televisió Numb3rs. El 2006 MacNicol participa en l'episodi 24 (sisena temporada) de la premiada sèrie de televisió 24 en el paper de Thomas Lennox (Conseller del President dels Estats Units Wayne Palmer). El 2010 Peter es va unir a l'elenc de la setena temporada d'Anatomia de Grey, com a nou pediatre en conflicte freqüent amb Alex Karev.

## Filmografia
Com a actor
A la televisió
- 1984: Safe Harbor
- 1986: Johnny Bull: Joe Kovacs
- 1990: By Dawn's Early Light: Tinent Tom Sedgewicke
- 1992: The Powers That Be: Bradley Grist
- 1994 a 1995: Chicago Hope: Alan Birch
- 1994: Roswell: Lewis Rickett
- 1996: Abducted: A Father's Love: Roy Dowd
- 1997 a 2002: Ally McBeal: John Cage (103 episodis)
- 1998: Silencing Mary: Lawrence Dixon
- 1999: Olive, the Other Reindeer: Fido (veu)
- 1999: The Pooch and the Pauper: Liberty (veu)
- 2001: The Ponder Heart: Oncle Daniel
- 2003: Crazy Love: Husband
- 2004: This Just In: Craig Tindle (veu)
- 2005: NUMB3RS: Dr. Larry Fleinhardt (94 episodis)
- 2007: 24 heures chrono, temporada 6: Tom Lennox (24 episodis)
- 2008: 24: Redemption: Tom Lennox
- 2010: Grey's Anatomy: Dr. Robert Stark

Al cinema
- 1981: Dragonslayer: Galen
- 1982: La decisió de la Sophie: Stingo
- 1986: Heat: Cyrus Kinnick
- 1989: American Blue Note: Jack Solow
- 1989: Ghostbusters II: Dr. Janosz Poha
- 1991: Hard Promises: Stuart
- 1992: House Sitter: Marty
- 1994: Radioland Murders: Son Writer
- 1995: Mossega com puguis (Dracula: Dead and Loving It): R.M. Renfield
- 1996: No lliguis amb desconeguts (Mojave Moon): Tire Repairman
- 1996: Toto Lost in New York (vídeo): Ork (veu)
- 1997: Bean: David Langley
- 1998: The Secret of NIMH 2: Timmy to the Rescue (vídeo): narrador (veu)
- 1999: Baby Geniuses: Dan
- 2001: Recess: School's Out: Fenwick (veu)
- 2005: Behind the Curtain: Vincent Poinsetta

Com a director de sèries televisives
- 1997 i 1999: Ally McBeal
- 2000: Boston Public

## Premis i nominacions
- 1999. Nominat al Emmy al millor actor secundari en sèrie còmica per Ally McBeal
- 2000. Nominat al Emmy al millor actor secundari en sèrie còmica per Ally McBeal
- 2001. Emmy al millor actor secundari en sèrie còmica per Ally McBeal